# Antoine Mac Giolla Bhrighde
Antoine Mac Giolla Bhrighde, in inglese spesso Anthony MacBride o McBride (AFI: [ˈmˠakˈɟɪl̪ˠəˈvʲɾʲɪjdʲə]; Desertmartin, 29 agosto 1957 – Fermanagh, 2 dicembre 1984), è stato un terrorista e paramilitare britannico, membro della Provisional IRA ucciso in una sparatoria con il SAS britannico il 2 dicembre 1984.

## Biografia
Antoine Mac Giolla Bhrighde nacque a Desertmartin, nella contea di Londonderry il 29 agosto del 1957, primo figlio di Frank, un imprenditore edile, e Nora MacBride. Successivamente, nacquero due sorelle, Marie e Patricia, e tre fratelli, Damian, Lughaidh e Oistín. La famiglia si trasferì nel 1964 a Belfast, capitale dell'Irlanda del Nord, dove la nonna Nora, che aveva preso parte guerra d'indipendenza fra il 1919 e il 1921, iniziò Antoine alla causa indipendentista irlandese.
Nel maggio del 1972, il padre Frank fu colpito in casa da dodici colpi di pistola esplosi da due lealisti, che ne causarono la morte diciassette mesi dopo. Antoine fu invece ferito a una gamba. Subito dopo il fatto, la famiglia si trasferì a Newtownards, nella contea di Down e Antoine lasciò l'Irlanda del Nord per l'Éire, arruolandosi nell'Irish Army, dove servì dal 1975 al 1976, venendo congedato per diserzione.
Allora si arruolò nella brigata South Derry dell'IRA, partecipando a una serie di operazioni come parte di una unità di servizio attivo che ha operato in tutte le aree rurali della contea di Londonderry. Membro dell'ala dura militare dell'IRA, nel 1979 fu trovato dal Royal Ulster Constabulary in possesso di un fucile, arrestato e incarcerato per tre anni. Dopo la scarcerazione fu un periodo in Norvegia, tornando nel 1984.

### Sparatoria di Kesh e morte
Bhrighde, insieme al suo compagno Ciarán Fleming, il 2 dicembre 1984 predispose un attentato con un furgone caricato con nove fusti di birra, ciascuno contenente 100 libbre di esplosivo a basso potenziale a Kesh, contea di Fermanagh. Piazzato il furgone davanti al ristorante Al Drumrush Lodge, con una telefonata attirò i militari dell'esercito britannico. Accortosi che c'era anche un'auto civile scese dal furgone per avvisarli, ma fu fermato da agenti delle SAS britanniche e durante lo scontro a fuoco venne ucciso, insieme a un militare britannico, mentre Fleming fu trovato annegato nel fiume in piena mentre tentava di fuggire. Secondo fonti IRA Mac Giolla fu ucciso dopo che aveva buttato la pistola.

## Onori postumi
Nel 2002 venne costruito in Irlanda del Nord un monumento dedicato a Mac Giolla Bhrighde e Fleming. Il monumento era però collocato nei pressi del luogo dove l'IRA uccise nel 1988 gli operai protestanti William Hassard e Frederick Love. A seguito di una protesta un portavoce del Sinn Féin ha fatto le scuse per il dolore causato alle famiglie delle vittime, e l'IRA ha dato il proprio assenso allo spostamento del monumento altrove.
Il 25º anniversario della sua morte è stato ricordato con una cerimonia guidata dal deputato nordirlandese Declan Kearney del Sinn Féin. La sezione del Sinn Féin di Glenade (Contea di Leitrim) è stata denominata Kieran Fleming/Tony McBride Cumann in onore dei due uomini.